# ناوكي نيشيباياشي
ناوكي نيشيباياشي (باليابانية: 西林 直輝) (مواليد 3 أبريل 1996 م)، هو لاعب كرة قدم سابق كان يلعب كلاعب وسط.

## وصلات خارجية
- ناوكي نيشيباياشي على موقع رابطة كرة القدم اليابانية للمحترفين (اليابانية)
- ناوكي نيشيباياشي على موقع Soccerway.com (الإنجليزية)